# Griffin B. Bell

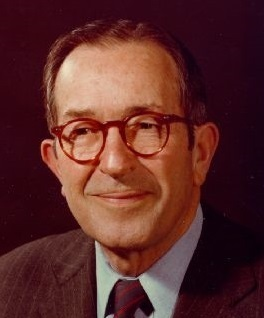
Griffin B. Bell (Porträt im Justizministerium)

Griffin Boyette Bell (* 31. Oktober 1918 in Americus, Georgia; † 5. Januar 2009 in Atlanta, Georgia) war ein US-amerikanischer Jurist, Justizminister (Attorney General) und Politiker (Demokratische Partei).

## Leben

### Studium, Zweiter Weltkrieg und berufliche Laufbahn
Bell absolvierte ein Studium an der Walter F. George School of Law der Mercer University in Macon, das er mit einem Bachelor of Laws (LL.B.) cum laude abschloss. Während des Zweiten Weltkrieges diente er von 1941 bis 1946 in der United States Army, in der er zuletzt den Rang eines Majors erreichte.
Nach dem Krieg wurde er 1947 in Georgia als Rechtsanwalt zugelassen und war anschließend als Anwalt in Savannah und Rome tätig, ehe er 1953 in die Kanzlei King & Spalding nach Atlanta wechselte. Neben seiner anwaltlichen Tätigkeit war er von Januar 1959 bis Oktober 1961 ehrenamtlicher Stabschef des Gouverneurs von Georgia, Ernest Vandiver. Im Anschluss daran ernannte ihn US-Präsident John F. Kennedy zum Richter am United States Court of Appeals for the Fifth Circuit ernannt, dem Bundesberufungsgericht für den fünften Gerichtskreis, das unter anderem für Berufungsverfahren in mehreren Bezirken von Louisiana, Mississippi und Texas zuständig ist.
Von diesem Amt trat er nach fast 15-jähriger Tätigkeit im März 1976 zurück, um danach für einige Monate als Seniorpartner wieder in der Kanzlei als Rechtsanwalt zu arbeiten.

### Politische Laufbahn

#### Justizminister unter Präsident Carter
Nach der Wahl von Jimmy Carter zum US-Präsidenten wurde er von diesem am 25. Januar 1977 als Attorney General in sein Kabinett berufen. In der Zeit nach der Watergate-Affäre wurde seine Ernennung als Südstaatler und Freund des Präsidenten zunächst kontrovers betrachtet. Am Ende seiner Amtszeit wurde er jedoch wegen seiner vorherigen Kritik im US-Senat sowie in den Massenmedien parteiübergreifend gelobt. Während seiner Amtszeit entstand unter anderem 1978 das Geheimdienstüberwachungsgesetz (Foreign Intelligence Surveillance Act). Daneben beriet er den Präsidenten bei der Nominierung von Bundesrichtern, wobei es ihm auch gelang, Benennungen von Frauen und Minderheiten zu fördern.
Am 16. August 1979 trat er als Justizminister zurück und wurde in diesem Amt von seinem bisherigen Stellvertreter Benjamin R. Civiletti abgelöst.

#### Spätere öffentliche Ämter
Nach seinem Rücktritt als Justizminister wurde er vom Präsidenten zum Sonderbotschafter für die Schlussakte von Helsinki ernannt.
In den folgenden Jahren war Bell auch zunehmend als Berater für republikanische Regierungen tätig. Als solcher war er während der Amtszeit von Präsident Ronald Reagan 1985 bis 1987 Mitglied des Beratungskomitees von Außenminister George Shultz für Südafrika.
Zwei Jahre darauf ernannte ihn Präsident George Bush zum Stellvertretenden Vorsitzenden der Präsidialkommission für die Reform des Ethikrechts. Präsident Bush berief ihn auch zu seinem Berater während der Untersuchung der Iran-Contra-Affäre. 2004 war er schließlich Unterstützer von George W. Bush bei dessen erneuter Präsidentschaftskandidatur.